# Kallimach i Chrysorroe
Kallimach i Chrysorroe – romans bizantyński z przełomu XIII i XIV wieku.

## Treść
Kallimach i Chrysorroe (To katá Kallímachon kaj Chrysorrhoén erotikón diegéma) to świeży i naiwny w swym wyrazie romans miłosny z XIII/XIV. Napisany językiem ludowym, liczy sobie 2607 nierymowanych piętnastozgłoskowców politycznych. Utrzymany w stylu orientalnych Opowieści z tysiąca i jednej nocy przedstawia historię barbarzyńskiego władcy i jego trzech synów – Nikoklesa, Ksantypa i Kallimacha. Temu z synów, który dokona najbardziej bohaterskiego czynu ojciec obiecuje koronę. Wszyscy trzej wyruszają więc w świat na poszukiwanie przygód. W bezludnej okolicy trafiają do przepięknego ogrodu, w którym stoi zamek smoka. Kallimach wbrew ostrzeżeniom braci odważnie wchodzi przez bramę. Przechodzi przez puste sale suto zastawione jedzeniem, aż dociera do komnaty pałacowej, w której spostrzega piękną obnażoną dziewczynę, uwiązaną u sufitu za włosy. Zaledwie do niej się odezwał, kiedy słyszy łoskot nadlatującego smoka. Za radą dziewczęcia chowa się w srebrnej kadzi. Jest świadkiem jak smok rózgą smaga dziewczynę, sycąc się jej cierpieniem. Po obfitej uczcie przy „stoliku, nakryj się", bestia zapada w sen. Kallimach zabija mieczem śpiącego potwora. Uwolniona dziewczyna opowiada mu swoje smutne losy. Oboje przysięgają sobie dozgonną miłość i rozkosznie spędzają miodowy miesiąc.
Ich miłosne uciechy zakłóca bogaty książę, który pragnie zdobyć zamek, aby posiąść Chrysorroe. Podstępem wywabia on Kallimacha z zamku i zabija go przy pomocy czarodziejskiego jabłka, daru czarownicy, które gdy je położyć na piersiach odbiera życie, a położone na ustach przywraca do życia. Książę uprowadza Chrysorroe. Leżącego na ziemi bez życia Kallimacha odnajdują jego bracia i przypadkiem kładą mu jabłko na ustach. Przywrócony do życia Kallimach wyrusza śladem ukochanej. W zamku księcia przyjmuje posadę ogrodnika. W sprzyjającym momencie daje się rozpoznać Chrysorroe. Odtąd oboje spotykają się co noc w ogrodowej altanie. Przyłapani przez szpiegów księcia, zostają przyprowadzeni przed jego oblicze. W trakcie zwołanego sądu Chrysorroe przytacza na swą obronę alegoryczną opowieść o Afrodycie i Aresie złapanych w sieci podczas schadzki przez zazdrosnego Hefajstosa. Kallimach ujawnia natomiast swoje królewskie pochodzenie. Obydwoje zostają uwolnieni, a czarownica spalona w piecu. Kallimach powraca z Chrysorroe do domu i w nagrodę za bohaterskie czyny otrzymuje berło królewskie.

## Charakterystyka
Romans nosi wiele rysów czarodziejskiej baśni. Zaczyna się od słów: „Był sobie raz król i miał trzech synów..." Rzeczywistość splata się w nim z motywami bajkowymi, jak magiczny pierścień, smoki, czarodziejskie jabłko. Autor poematu pozostawał jeszcze pod wpływem bizantyńskiego romansu sofistycznego Konstantyna Manassesa i Nicetasa Eugeniana, stąd pewna pretensjonalność tekstu i liczne aluzje do mitologii antycznej. Jednocześnie wobec zainteresowania salonów stolicy powieścią orientalną, wprowadza liczne elementy orientalne: znane z bajek arabskich elementy czarodziejskie, powracający w opowieściach orientalnych motyw schadzki w altanie.
Romans zachował się w jednym rękopisie z XVI stulecia.

## Przekłady na język polski
- Fragm. Porwanie Chrysorri [w:] Literatura bizantyńska, wybór tekstów, układ i tłum. Jan Birkenmajer, Wielka literatura powszechna Trzaski, Everta i Michalskigo, Antologia, t. 6, cz. 2, Warszawa 1933, s. 862-863.